# 이사카어
이사카어는 파푸아뉴기니 산다운 주의 크리사, 파시 두 마을에서 쓰이는 언어이다. 사용되는 마을의 이름을 따서 크리사어로도 알려져 있으나 크리사라는 이름은 이 언어의 음운구조로 불가능한 이름이다. 출간된 유일한 참고문헌은 도노휴와 산 로크의 것(2004년)이 유일하며, 도날드 레이코크의 미출간 원고에도 이사카어에 대한 자료가 있음이 확인되었다.

## 음운
이사카어는 분절된 음운만이 아니라 비음과 성조의 여부로도 의미를 구별한다.
|        | 양순음 | 치음 | 경구개음 | 연구개음 |
| ------ | ------ | ---- | -------- | -------- |
| 무성음 | (p)    | t    |          | k        |
| 유성음 | b      | d    |          |          |
| 마찰음 | (ɸ)    | s    |          |          |
| 반모음 | w      |      | j        |          |

음운 p, ɸ, 그리고 때로 f는 p 한 소리로 소리난다. 도노휴와 산 로크는 이 음운들이 예전에는 독립된 것이었으나 아마도 톡 피신과 같은 주변 언어들의 영향아래 하나로 합쳐져가는 과정일 것이라고 제안하였다.
이사카어의 모음은 아래의 다섯가지이며, 나이든 화자들은 때로 중설 원순 고모음 ʉ을 사용할 때도 있다.
|          | 전설 | 중설 | 후설 |
| -------- | ---- | ---- | ---- |
| 고모음   | i    | (ʉ)  | u    |
| 중저모음 | ɛ    |      | ɔ    |
| 저모음   |      | a    |      |

## 문법
대명사는 단수와 복수, 그리고 1, 2인칭에서 양수의 수에 따라, 3인칭 단수에서 성에 따라, 그리고 격에 따라 변화한다. 남성은 "남성을 가진 생물체나 그와 직접적으로 연상되는 것"이며 그 외의 단어들은 여성으로 구분된다.
이사카어는 평서문에서 주어-목적어-동사 구조를 가진다. 대명사는 무표, 주격, 대격, 소유격의 형태를 갖는다. 주격은 타동사와 자동사의 주어로 사용되며, 대격은 자동사의 목적어이다. 사격 역할의 대명사는 무표격을 갖는다. 무표격은 때로 주격이나 소유격 대명사 대신 쓰일 수도 있으나 그 의미상의 차이는 잘 알려지지 않았다. 명사는 격에 따라 변화하지 않으나 도구격, 위치격, 그리고 술어임을 나타내는 후치사를 가질 수 있다.
동사는 접두사로 주어와 호응해야 한다. 일부 자동사는 동사의 어근을 변화하거나 목적어에 목적격 접두사를 붙이나, 대부분의 동사들은 목적어를 따로 표시하지 않는다.

## 참고 문헌
- Mark Donohue and Lila San Roque, I'saka: a sketch grammar of a language of north-central New Guinea, Pacific Linguistics